# Dune (Sega CD versión)
Dune es un videojuego desarrollado en principio por Cryo Interactive y distribuido por Virgin Entertainment, basado en la anterior versión salida al mercado en manos de las mismas compañías, dos años antes. La versión anterior fue muy bien aceptada por los fanes, ya que respeta fielmente el argumento de la primera novela de Frank Herbert y agrega algunos pocos elementos de su dos secuelas: Mesías de Dune e Hijos de Dune. 
La versión para Sega CD, que lleva el mismo nombre, marca diferencias importantes en la interfaz gráfica, con un sonido muy mejorado y logrando una ambientación aún más fiel a la película del director David Lynch (Dune) de 1984. El juego además de mejorar el sonido y los gráficos, aporta una intro fílmica y la posibilidad de ver escenas fílmicas de la película, conforme se va avanzando en el juego. 

## Historia
En un tiempo futuro, año 10.901 del calendario espacial, la familia real Atreides, perteneciente al planeta Caladan, es encomendada por el emperar Padishah Shaddam IV a establecerse en el planeta Arrakis (también conocido como Dune) para encargarse de la comercialización y administración de la especia que solo se consigue en dicho planeta, habitado por los Fremen, quienes han sido durante 80 años brutalmente sometidos a un régimen corrupto y dictatorial de la familia Harkonen. 
La historia comienza cuando Paul Atreides (hijo del Duque Leto Atrides e hijo de su concubina, la bruja Jessica) se establece en Arrakis, en un palacio ubicado en una zona prudentemente alejada del palacio Harkonen. De inmediato, Paul deberá recorrer junto a su fiel entrenador Gurney Halleck, el desolador desierto, en busca se sietchs, que es donde viven escondidos los habitantes originarios de Arrakis, para lograr convencerlos de que trabajen para él. Esta tarea en principio no resulta difícil puesto que existe una profecía en ese planeta, sobre un mesías, que llegará de otro planeta para guiar al pueblo fremen hacia la liberación de la opresión Harkonen.

## Gameplay
El usuario personifica a Paul Atreides, y cuenta en principio con un ornitóptero y la compañía de Gurney, para sobrevolar el desierto y hallar los sietchs. 

## Recepción
La recepción de este título no ha tenido repercusión ni buena acogida, por dos motivos: El primero es el escaso éxito de la consola Sega CD, que causó cierta decepción debido a sus pocas diferencias con respecto a los juegos de Sega Genesis (Mega Drive) -algunos eran prácticamente idénticos- y para peor, por los juegos FMV (Full Motion Video) que se trataba nada menos que de películas interactivas, durarndo poco en el mercado debido a su bajo potencial de jugabilidad, y sumado a ello, por las limitaciones técnicas del Sega CD las filmaciones no alcanzaban una calidad satisfactoria para los usuarios. (ya había salido al mercado la consola 3DO que también apostó a los videojuegos FMV con mejor calidad de imagen y aun así fue reemplaza casi de inmediato por la siguiente generación de consolas). 
Dune en Sega CD, al contar con una intro fílmica, ahuyentó a potenciales compradores. Además, contaba con un 'Attract mode' muy interesante y atrapante, pero al cual no se accedía fácilmente. 
En algunos foros de la época, se leía comentarios de jugadores que estaban sorprendidos por la calidad del juego, siendo que lo habían comprado con bajas expectativas, en ocasiones solo porque las tiendas lo tenían de oferta. 